# 기물

## 같이 보기
- 체스 기물
- 장기 기물
- 기물파손